# Dieter Eckstein
Dieter Eckstein (Kehl, 12 de Março de 1964) é um ex-futebolista alemão que atuava como atacante. Pela Seleção Alemã-Ocidental, onde jogou de 1986 a 1988, Eckstein participou da Eurocopa 1988.

## Carreira
Eckstein atuou como atacante em diversos clubes alemães,[carece de fontes?] assim como em clubes na Suíça e no West Ham United na Inglaterra.

## Seleção Alemã
Durante sua carreira, ele atuou pela seleção da Alemanha Ocidental, somando sete partidas ao todo. Integrou o elenco que disputou a UEFA Euro 1988.